# Nicole Brown Simpson
Nicole Brown Simpson, född 19 maj 1959 i Frankfurt i Tyskland, död (mördad) 12 juni 1994 i Brentwood, Los Angeles, var hustru till den amerikanske fotbollsspelaren O.J. Simpson.                                                                                                                                              

## Biografi
Brown var dotter till Louis Hezekiel Brown (1923–2014) och Juditha Anne Brown (1931–2020). Hon växte upp i Frankfurt i Tyskland men flyttade under tonåren till USA för att studera på Rancho Alamitos High School i Garden Grove i Kalifornien. Brown flyttade från Garden Grove till Dana Point och samtidigt bytte hon skola till Dana Hills High School.

## Relation med O.J. Simpson
År 1977 träffade Brown den amerikanske fotbollsspelaren Orenthal James Simpson på den privata nattklubben The Daisy, där hon arbetade som servitris. Den då gifte Simpson inledde ett förhållande med Brown, vilket ledde till att Simpson och hans dåvarande hustru Marguerite L. Whitley skilde sig.
Simpson och Brown gifte sig den 2 februari 1985. Sju år senare, den 25 februari 1992, skilde sig Brown från Simpson.

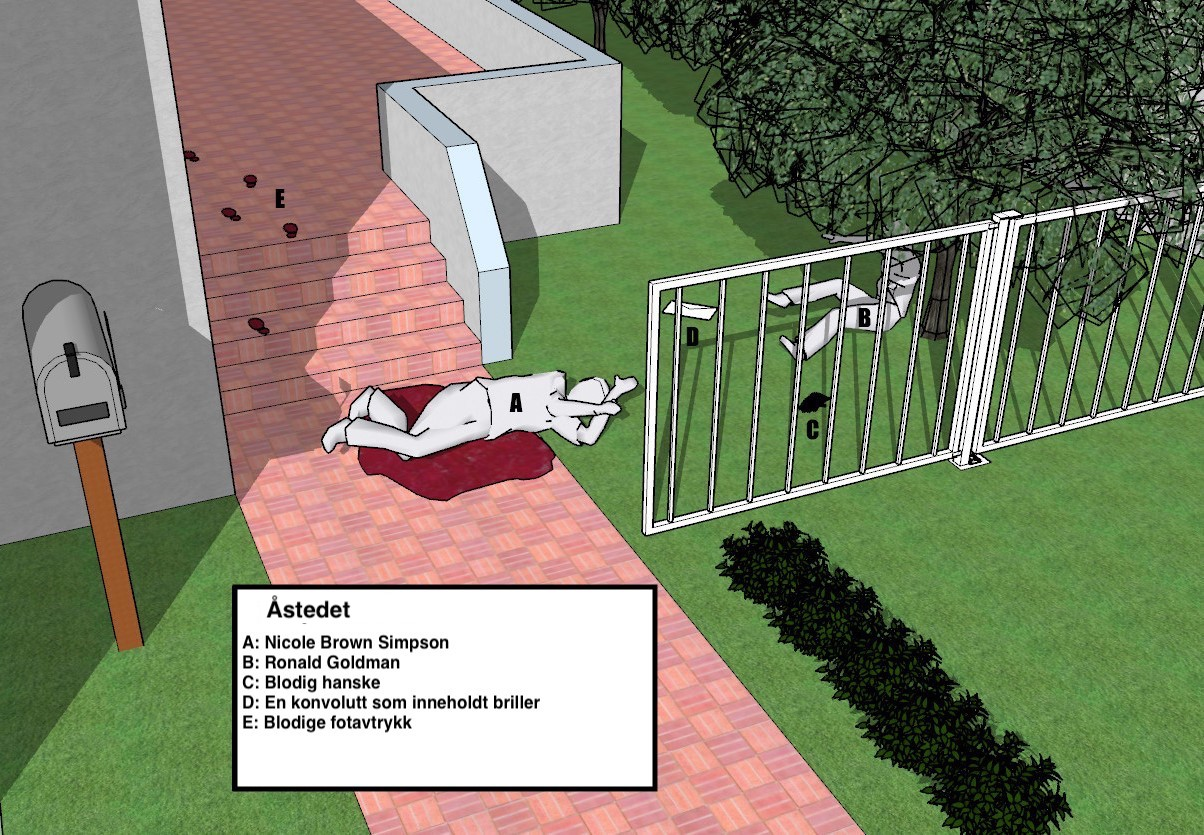
Rekonstruktion av brottsplatsen. Nicole Brown Simpson till vänster och Ronald Goldman till höger.

## Misshandel och mord
Under äktenskapet åtalades Simpson för misshandel av sin hustru.
Över ett år efter skilsmässan mellan Brown och Simpson träffades de regelbundet och under denna period ska misshandeln fortsatt enligt nära vänner till henne. Den 25 oktober 1993 ringde Brown 911 (larmnumret för nödsituationer i bland annat USA), där hon gråtande sade att "[Simpson] is going to beat the shit out of me". 
Natten till den 13 juni 1994 påträffades Nicole Brown Simpson död utanför sin villa i Brentwood i Los Angeles. På samma plats påträffades även Ronald Goldman (född 1968), en servitör, mördad. Goldman var hos Brown för att lämna ett par glasögon som Browns mor hade glömt på en restaurang de hade besökt dagen innan. Brown hade huggits sju gånger i halsen och huvudet. Hennes huvud var nästan skilt från kroppen.
O.J. Simpson åtalades för mord på Brown och Goldman. I en extremt mediebevakad rättegång, kallad "århundradets rättegång" ("Trial of the Century"), som avslutades den 3 oktober 1995, förklarades Simpson icke skyldig av en enig jury. Därmed har ingen dömts för morden på Brown och Goldman. Simpson förklarades dock skyldig till morden i en civil rättegång. 

## Filmatiseringar
- I filmen The Murder of Nicole Brown Simpson från 2019 spelar Mena Suvari huvudrollen som Nicole Brown Simpson.